# ワールドラグビーパシフィックネイションズカップ

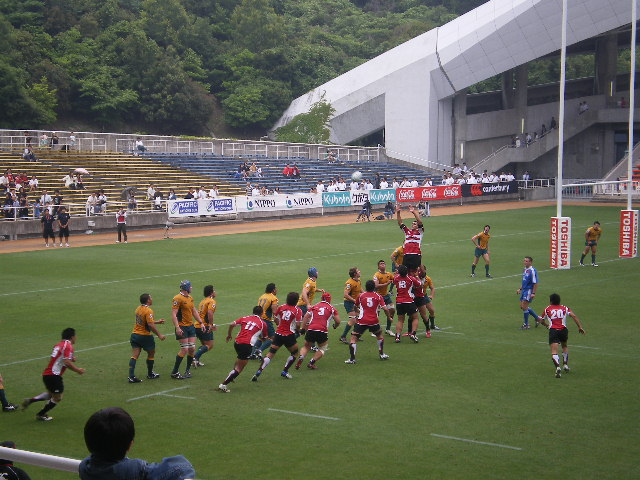
日本×オーストラリアA、2008年6月8日（レベルファイブスタジアム）

ワールドラグビー パシフィックネーションズカップ（PNC、英語: World Rugby Pacific Nations Cup）は、ワールドラグビーによるラグビーユニオンの環太平洋諸国が参加する国際大会である。2024年大会には冠スポンサーが付き、「アサヒスーパードライ パシフィックネーションズカップ 2024（Asahi Super Dry Pacific Nations Cup 2024）」となる。

## 概要
2024年から大会フォーマットを大幅に刷新した。
2024年から、毎年8-9月に6か国（日本、カナダ、アメリカ、フィジー、サモア、トンガ）が参加することになった。3か国ずつに分かれたプールフェーズ（各国2試合を行うプール戦）の後、ファイナルシリーズ（決勝トーナメント）を行う。ファイナルラウンド（決勝トーナメント）は、日本とアメリカ合衆国が毎年交互に開催地となり、2024年は日本で行う。
プール戦では、勝ち点によって順位を決める。勝ち点は、勝利4、引き分け2、敗戦0。さらに「4トライ以上獲得」「7点差以内で敗戦」の場合に、それぞれボーナスポイント1が勝ち点に加わる。

## 表記
大会名称の日本語表記について、日本ラグビーフットボール協会では、2023年以降は「パシフィックネーションズ」となっている。2019年までは「・」を入れて「パシフィック・ネーションズ」と表記していた。ワールドラグビーの日本語ページでは「パシフィックネーションズ」「パシフィックネイションズ」と、表記にゆれがある。
また、スポンサー名などを冠することがある。
- 2006年から2008年までの日本国内開催試合では、国内向けに東芝がスポンサーになり「IRBパシフィック・ファイブ・ネーションズTOSHIBAジャパンラウンド」[13]「IRBパシフィック・ネーションズカップ TOSHIBAジャパンラウンド」[14]
- 2010年は、大会スポンサーを冠して「ANZパシフィック・ネーションズカップ」（the ANZ Pacific Nations Cup）[15][16]。ANZはオーストラリア・ニュージーランド銀行の略。
- 2023年大会の日本国内開催3試合は「リポビタンDチャレンジカップ2023 パシフィックネーションズシリーズ」[17][18][19][20]
- 2024年大会は、アサヒビール株式会社が全世界向けのタイトルスポンサーになり、「アサヒスーパードライ パシフィックネーションズカップ 2024（Asahi Super Dry Pacific Nations Cup 2024）」となった[2][3]。

## 歴史
環太平洋の世界ランキング第2グループ（ティア2）を強化し、トップ国との格差を縮める目的で設立された。
当初はオーストラリアA代表、フィジー、日本、サモア、トンガ、ジュニア・オールブラックス（ニュージーランドA代表）の6チームによる大会として構想されたが、2006年の第1回大会はオーストラリアが参加を見送ったため、5チームによりIRBパシフィック・ファイブ・ネーションズ（IRB Pacific 5 Nations）として開催された。
2007年からオーストラリアA代表が加わり、「IRBパシフィックネーションズカップ（IRB Pacific Nations Cup）」の大会名に変更されることになった。
2008年はジュニア・オールブラックス代わりにニュージーランドマオリが参加。2009年には再びジュニア・オールブラックスが出場したが、オーストラリアAは不参加、2010年にはジュニア・オールブラックスも不参加となり、以降 2022年を除き、オセアニア両国の参加は無くなった。
2009年の大会は、開幕戦の2試合を除き、残る8試合すべてをフィジーで集中開催した。
2010年は逆に、フィジーで１試合を行った以外はサモアで開催。2010年大会はANZ（オーストラリア・ニュージーランド銀行）が冠スポンサーとなり「ANZパシフィックネーションズカップ2010（ANZ Pacific Nations Cup 2010）」となった。
2011年は日本で全試合を開催する予定だったが、3月に起きた東日本大震災の影響により、日本対サモアの１試合が秩父宮ラグビー場で開催されただけで、他の試合はフィジーで行われた。
日本、トンガ、サモア、フィジー、カナダ、米国、ロシアの対抗戦の新設も検討されたが、2012年以降も大会は開催された。
2014年は規模が縮小され、日本・アメリカ・カナダと、サモア・フィジー・トンガの2プールで各国2試合のみで優勝を決めた。この大会期間、イタリアがフィジー・日本・サモアと、スコットランドがカナダ・アメリカなどと、各国へ遠征し試合を行った。
2014年11月に国際ラグビー評議会 （IRB） がワールドラグビー（WR）に改称したため、2015年から大会名が「ワールドラグビー パシフィックネーションズカップ（World Rugby Pacific Nations Cup）」に改められた。
2016年と2017年はフィジー、トンガ、サモアの3か国で対戦し、両大会はラグビーワールドカップ2019のオセアニア地区予選も兼ねていた。2018年はフィジー、トンガ、サモア、ジョージアの4カ国で対戦。総当たりではなく、各国2試合ずつ対戦。フィジー×トンガ戦、サモア×ジョージア戦は実施せず。2019年大会ではプールA（フィジー、トンガ、アメリカ）、プールB（サモア、日本、カナダ）プールA対プールBの総当たり戦を行い（他プールの3か国と試合）、総合順位を決定。
2020年と2021年は、新型コロナウイルス感染症の世界的な流行により開催されなかった。2022年大会は、フィジー、サモア、トンガ、オーストラリアAによる対戦が、フィジーで行われた。2023年は日本、サモア、トンガ、フィジーが参加、日本代表は3試合とも日本国内（ホーム）で行った。
2024年から大会フォーマットを刷新した。日本、アメリカ、カナダ、フィジー、サモア、トンガの6か国が参加。プール戦の後、決勝トーナメントを行う。決勝トーナメントは、年によって日本とアメリカで交互に開催する。冠スポンサーがつき「アサヒスーパードライ パシフィックネーションズカップ2024（Asahi Super Dry Pacific Nations Cup 2024）」となった。

## 優勝国
2014年以降の詳細は、大会名のリンク先ページを参照のこと。
| 回 | 年   | 参加国   | 参加国                                                                                        | 優勝                       | 大会名                                                  | 備考 |
| -- | ---- | -------- | --------------------------------------------------------------------------------------------- | -------------------------- | ------------------------------------------------------- | ---- |
| 1  | 2006 | 5        | フィジーの旗 · サモアの旗 · トンガの旗 · 日本の旗 · ニュージーランドの旗                      | ジュニア・オールブラックス | IRBパシフィック・ファイブ・ネーションズ2006             |      |
| 2  | 2007 | 6        | フィジーの旗 · サモアの旗 · トンガの旗 · 日本の旗 · ニュージーランドの旗 · オーストラリアの旗 | ジュニア・オールブラックス | IRBパシフィックネーションズカップ2007                   |      |
| 3  | 2008 | 6        | フィジーの旗 · サモアの旗 · トンガの旗 · 日本の旗 · ニュージーランドの旗 · オーストラリアの旗 | ニュージーランド・マオリ   | IRBパシフィックネーションズカップ2008                   |      |
| 4  | 2009 | 5        | フィジーの旗 · サモアの旗 · トンガの旗 · 日本の旗 · ニュージーランドの旗                      | ジュニア・オールブラックス | IRBパシフィックネーションズカップ2009                   |      |
| 5  | 2010 | 4        | フィジーの旗 · サモアの旗 · トンガの旗 · 日本の旗                                             | サモア                     | ANZパシフィックネーションズカップ2010                   |      |
| 6  | 2011 | 4        | フィジーの旗 · サモアの旗 · トンガの旗 · 日本の旗                                             | 日本                       | IRBパシフィックネーションズカップ2011                   |      |
| 7  | 2012 | 4        | フィジーの旗 · サモアの旗 · トンガの旗 · 日本の旗                                             | サモア                     | IRBパシフィックネーションズカップ2012                   |      |
| 8  | 2013 | 5        | フィジーの旗 · サモアの旗 · トンガの旗 · 日本の旗 · アメリカ合衆国の旗                        | フィジー                   | IRBパシフィックネーションズカップ2013                   |      |
| 9  | 2014 | 6        | フィジーの旗 · サモアの旗 · トンガの旗 · 日本の旗 · アメリカ合衆国の旗 · カナダの旗           | 日本 · サモア              | IRBパシフィックネーションズカップ2014                   |      |
| 10 | 2015 | 6        | フィジーの旗 · サモアの旗 · トンガの旗 · 日本の旗 · アメリカ合衆国の旗 · カナダの旗           | フィジー                   | ワールドラグビー パシフィックネーションズカップ2015     |      |
| 11 | 2016 | 3        | フィジーの旗 · サモアの旗 · トンガの旗                                                        | フィジー                   | ワールドラグビー パシフィックネーションズカップ2016     |      |
| 12 | 2017 | 3        | フィジーの旗 · サモアの旗 · トンガの旗                                                        | フィジー                   | ワールドラグビー パシフィックネーションズカップ2017     |      |
| 13 | 2018 | 4        | フィジーの旗 · サモアの旗 · トンガの旗 · ジョージア (国)の旗                                  | フィジー                   | ワールドラグビー パシフィックネーションズカップ2018     |      |
| 14 | 2019 | 6        | フィジーの旗 · サモアの旗 · トンガの旗 · 日本の旗 · アメリカ合衆国の旗 · カナダの旗           | 日本                       | ワールドラグビー パシフィックネーションズカップ2019     |      |
| ‐  | 2020 | 開催せず | 開催せず                                                                                      | 開催せず                   |                                                         |      |
| ‐  | 2021 | 開催せず | 開催せず                                                                                      | 開催せず                   |                                                         |      |
| 15 | 2022 | 4        | フィジーの旗 · サモアの旗 · トンガの旗 · オーストラリアの旗                                   | サモア                     | ワールドラグビー パシフィックネーションズカップ2022     |      |
| 16 | 2023 | 4        | フィジーの旗 · サモアの旗 · トンガの旗 · 日本の旗                                             | フィジー                   | ワールドラグビー パシフィックネーションズカップ2023     |      |
| 17 | 2024 | 6        | フィジーの旗 · サモアの旗 · トンガの旗 · 日本の旗 · アメリカ合衆国の旗 · カナダの旗           | フィジー                   | アサヒスーパードライ パシフィックネーションズカップ2024 |      |

## 2006年大会
第1回大会：IRBパシフィック・ファイブ・ネーションズ2006 （2006 IRB Pacific 5 Nations）
2006年6月3日～7月1日開催。参加チームではないオーストラリアでも試合を行っている。
日本国内での試合では、東芝がスポンサーにつき「IRBパシフィック・ファイブ・ネーションズTOSHIBAジャパンラウンド」となった。

### 2006年の戦績
日本代表は、第1戦トンガ戦、第2戦サモア戦の間の6月11日に秩父宮ラグビー場でイタリア代表戦を行っている（6-52で敗戦）。
| 順位 | 国                         | 試合数 | 勝 | 分 | 敗 | 得点 | 失点 | 差   | BP | 勝点 |
| ---- | -------------------------- | ------ | -- | -- | -- | ---- | ---- | ---- | -- | ---- |
| 1    | ジュニア・オールブラックス | 4      | 4  | 0  | 0  | 167  | 47   | +120 | 4  | 20   |
| 2    | サモア                     | 4      | 2  | 0  | 2  | 121  | 88   | +33  | 3  | 11   |
| 3    | フィジー                   | 4      | 2  | 0  | 2  | 92   | 94   | -2   | 2  | 10   |
| 4    | トンガ                     | 4      | 2  | 0  | 2  | 91   | 113  | -22  | 1  | 9    |
| 5    | 日本                       | 4      | 0  | 0  | 4  | 48   | 177  | -129 | 0  | 0    |

| 節 | 日（現地時間） |                            | スコア |                            | 会場                                             | 備考          |
| -- | -------------- | -------------------------- | ------ | -------------------------- | ------------------------------------------------ | ------------- |
| 1  | 2006年6月3日   | フィジー                   | 17-35  | ジュニア・オールブラックス | ANZ国立スタジアム（フィジー）                    |               |
| 1  | 2006年6月4日   | 日本                       | 16-57  | トンガ                     | 北九州市立本城陸上競技場（日本）                 | [ 40 ] [ 41 ] |
| 2  | 2006年6月9日   | サモア                     | 14-56  | ジュニア・オールブラックス | ノース・ハーバー・スタジアム（ニュージーランド） |               |
| 2  | 2006年6月10日  | トンガ                     | 24-23  | フィジー                   | セントラルコースト・スタジアム（オーストラリア） |               |
| 3  | 2006年6月17日  | サモア                     | 53-9   | 日本                       | ヤロウ・スタジアム（オーストラリア）             | [ 42 ] [ 43 ] |
| 3  | 2006年6月17日  | ジュニア・オールブラックス | 38-10  | トンガ                     | ヤロウ・スタジアム（オーストラリア）             |               |
| 4  | 2006年6月24日  | ジュニア・オールブラックス | 38-8   | 日本                       | カリスブルック（ニュージーランド）               | [ 44 ] [ 43 ] |
| 4  | 2006年6月24日  | フィジー                   | 23-20  | サモア                     | ANZ国立スタジアム（フィジー）                    |               |
| 5  | 2006年7月1日   | トンガ                     | 0-36   | サモア                     | セントラルコースト・スタジアム（オーストラリア） |               |
| 5  | 2006年7月1日   | 日本                       | 15-29  | フィジー                   | 長居陸上競技場（日本）                           | [ 45 ] [ 46 ] |

## 2007年大会
第2回大会：IRBパシフィックネーションズカップ2007（2007 IRB Pacific Nations Cup）
2007年5月25日～6月24日開催。前回辞退のオーストラリアが参加し1か国増え、大会名が変更された。
日本国内開催試合では、前回大会と同じく東芝がスポンサーになり、「IRBパシフィック・ネーションズカップ TOSHIBAジャパンラウンド」となった。

### 2007年の戦績
| 順位 | 国                         | 試合数 | 勝 | 分 | 敗 | 得点 | 失点 | 差   | BP | 勝点 |
| ---- | -------------------------- | ------ | -- | -- | -- | ---- | ---- | ---- | -- | ---- |
| 1    | ジュニア・オールブラックス | 5      | 5  | 0  | 0  | 228  | 34   | +194 | 5  | 25   |
| 2    | オーストラリアA代表        | 5      | 3  | 1  | 1  | 172  | 104  | +68  | 2  | 16   |
| 3    | サモア                     | 5      | 3  | 0  | 2  | 96   | 67   | +29  | 1  | 13   |
| 4    | フィジー                   | 5      | 1  | 1  | 3  | 70   | 115  | -45  | 3  | 9    |
| 5    | トンガ                     | 5      | 1  | 0  | 4  | 69   | 184  | -115 | 1  | 5    |
| 6    | 日本                       | 5      | 1  | 0  | 4  | 51   | 182  | -131 | 0  | 4    |

| 節 | 日（現地時間） |                            | スコア |                            | 会場                                                | 備考     |
| -- | -------------- | -------------------------- | ------ | -------------------------- | --------------------------------------------------- | -------- |
| 1  | 2007年5月25日  | オーストラリアA            | 60-15  | トンガ                     | オージー・スタジアム（オーストラリア）              |          |
| 1  | 2007年5月26日  | フィジー                   | 30-15  | 日本                       | チャーチル・パーク（フィジー）                      |          |
| 1  | 2007年5月26日  | サモア                     | 10-31  | ジュニア・オールブラックス | アピア・パーク（サモア）                            |          |
| 2  | 2007年6月2日   | フィジー                   | 8-57   | ジュニア・オールブラックス | ANZ国立スタジアム（フィジー）                       |          |
| 2  | 2007年6月2日   | トンガ                     | 17-20  | 日本                       | BCU国際スタジアム（オーストラリア）                 |          |
| 2  | 2007年6月2日   | オーストラリアA            | 27-15  | サモア                     | BCU国際スタジアム（オーストラリア）                 |          |
| 3  | 2007年5月19日  | サモア                     | 8-3    | フィジー                   | アピア・パーク（サモア）                            | 先行実施 |
| 3  | 2007年6月9日   | トンガ                     | 13-39  | ジュニア・オールブラックス | Teufaiva Sport Stadium（トンガ）                    |          |
| 3  | 2007年6月9日   | オーストラリアA            | 71-10  | 日本                       | デイリーファーマーズ・スタジアム （オーストラリア） |          |
| 4  | 2007年6月16日  | 日本                       | 3-13   | サモア                     | ユアテックスタジアム仙台（日本）                    |          |
| 4  | 2007年6月16日  | フィジー                   | 15-21  | トンガ                     | チャーチル・パーク（フィジー）                      |          |
| 4  | 2007年6月16日  | ジュニア・オールブラックス | 50-0   | オーストラリアA            | カリスブルック（ニュージーランド）                  |          |
| 5  | 2007年5月25日  | サモア                     | 50-3   | トンガ                     | アピア・パーク（サモア）                            |          |
| 5  | 2007年5月26日  | フィジー                   | 14-14  | オーストラリアA            | ANZ国立スタジアム（フィジー）                       |          |
| 5  | 2007年5月26日  | 日本                       | 3-51   | ジュニア・オールブラックス | 秩父宮ラグビー場（日本）                            | [ 48 ]   |

## 2008年大会
第3回大会：IRBパシフィックネーションズカップ2008（2008 IRB Pacific Nations Cup）
2008年6月7日～7月5日開催。
日本国内開催試合では、スポンサー名を冠して「IRBパシフィック・ネーションズカップ TOSHIBAジャパンラウンド」となった。

### 2008年の戦績
| 順位 | 国                       | 試合数 | 勝 | 分 | 敗 | 得点 | 失点 | 差   | BP | 勝点 |
| ---- | ------------------------ | ------ | -- | -- | -- | ---- | ---- | ---- | -- | ---- |
| 1    | ニュージーランド・マオリ | 5      | 5  | 0  | 0  | 134  | 62   | +72  | 1  | 21   |
| 2    | オーストラリアA代表      | 5      | 4  | 0  | 1  | 220  | 77   | +143 | 4  | 20   |
| 3    | サモア                   | 5      | 2  | 0  | 3  | 95   | 117  | -22  | 2  | 10   |
| 4    | フィジー                 | 5      | 2  | 0  | 3  | 94   | 117  | -23  | 2  | 10   |
| 5    | 日本                     | 5      | 1  | 0  | 4  | 121  | 181  | -60  | 3  | 7    |
| 6    | トンガ                   | 5      | 1  | 0  | 4  | 71   | 181  | -110 | 2  | 6    |

| 節 | 日（現地時間） |                          | スコア |                          | 会場                                                  | 備考 |
| -- | -------------- | ------------------------ | ------ | ------------------------ | ----------------------------------------------------- | ---- |
| 1  | 2008年6月7日   | フィジー                 | 34-17  | サモア                   | チャーチル・パーク（フィジー）                        |      |
| 1  | 2008年6月7日   | ニュージーランド・マオリ | 20-6   | トンガ                   | ノース・ハーバー・スタジアム（ニュージーランド）      |      |
| 1  | 2008年6月8日   | 日本                     | 10-31  | オーストラリアA          | レベルファイブスタジアム（日本・福岡）                |      |
| 2  | 2008年6月14日  | フィジー                 | 7-11   | ニュージーランド・マオリ | チャーチル・パーク（フィジー）                        |      |
| 2  | 2008年6月14日  | サモア                   | 15-20  | オーストラリアA          | BCU国際スタジアム（オーストラリア）                   |      |
| 2  | 2008年6月15日  | 日本                     | 35-13  | トンガ                   | ユアテックスタジアム仙台（日本）                      |      |
| 3  | 2008年6月21日  | ニュージーランド・マオリ | 17-6   | サモア                   | ワイカト・スタジアム（ニュージーランド）              |      |
| 3  | 2008年6月22日  | オーストラリアA          | 90-7   | トンガ                   | North Sydney Oval（オーストラリア）                   |      |
| 3  | 2008年6月22日  | 日本                     | 12-24  | フィジー                 | 国立競技場（日本）                                    |      |
| 4  | 2008年6月28日  | トンガ                   | 15-20  | サモア                   | Teufaiva Sport Stadium（トンガ）                      |      |
| 4  | 2008年6月28日  | ニュージーランド・マオリ | 65-22  | 日本                     | McLean Park（ニュージーランド）                       |      |
| 4  | 2008年6月29日  | オーストラリアA          | 50-13  | フィジー                 | Ballymore Stadium（オーストラリア）                   |      |
| 5  | 2008年7月5日   | トンガ                   | 27-16  | フィジー                 | Teufaiva Sport Stadium（トンガ）                      |      |
| 5  | 2008年7月5日   | サモア                   | 37-31  | 日本                     | Apia Park（サモア）                                   |      |
| 5  | 2008年7月5日   | オーストラリアA          | 18-21  | ニュージーランド・マオリ | シドニー・フットボール・スタジアム （オーストラリア） |      |

## 2009年大会
第4回大会：IRBパシフィックネーションズカップ2009（2009 IRB Pacific Nations Cup）

### 2009年の戦績
| 順位 | 国                         | 試合数 | 勝 | 分 | 敗 | 得点 | 失点 | 差  | BP | 勝点 |
| ---- | -------------------------- | ------ | -- | -- | -- | ---- | ---- | --- | -- | ---- |
| 1    | ジュニア・オールブラックス | 4      | 4  | 0  | 0  | 161  | 79   | +82 | 3  | 19   |
| 2    | フィジー                   | 4      | 3  | 0  | 1  | 112  | 120  | -8  | 2  | 14   |
| 3    | サモア                     | 4      | 2  | 0  | 2  | 91   | 64   | +27 | 4  | 12   |
| 4    | 日本                       | 4      | 1  | 0  | 3  | 96   | 145  | -49 | 2  | 6    |
| 5    | トンガ                     | 4      | 0  | 0  | 4  | 79   | 131  | -52 | 1  | 1    |

| 節 | 日（現地時間） |          | スコア |                            | 会場                             | 備考 |
| -- | -------------- | -------- | ------ | -------------------------- | -------------------------------- | ---- |
| 1  | 2009年6月12日  | サモア   | 16-17  | ジュニア・オールブラックス | Apia Park（サモア）              |      |
| 1  | 2009年6月13日  | トンガ   | 22-36  | フィジー                   | Teufaiva Sport Stadium（トンガ） |      |
| 2  | 2009年6月18日  | フィジー | 17-45  | ジュニア・オールブラックス | チャーチル・パーク（フィジー）   |      |
| 2  | 2009年6月18日  | 日本     | 15-34  | サモア                     | Lawaqa Park（フィジー）          |      |
| 3  | 2009年6月23日  | サモア   | 27-13  | トンガ                     | チャーチル・パーク（フィジー）   |      |
| 3  | 2009年6月23日  | 日本     | 21-52  | ジュニア・オールブラックス | チャーチル・パーク（フィジー）   |      |
| 4  | 2009年6月27日  | トンガ   | 19-21  | 日本                       | チャーチル・パーク（フィジー）   |      |
| 4  | 2009年6月27日  | サモア   | 14-19  | フィジー                   | チャーチル・パーク（フィジー）   |      |
| 5  | 2009年7月2日   | トンガ   | 25-47  | ジュニア・オールブラックス | スバ国立競技場（フィジー）       |      |
| 5  | 2009年7月3日   | フィジー | 40-39  | 日本                       | スバ国立競技場（フィジー）       |      |

## 2010年大会
第5回大会：IRBパシフィックネーションズカップ2010（2010 IRB Pacific Nations Cup）
2010年6月12日～6月26日開催。6試合のうち5試合をサモアで行った。
大会スポンサーにオーストラリア・ニュージーランド銀行（ANZ）がつき、正式な大会名は「ANZパシフィック・ネーションズカップ」（the ANZ Pacific Nations Cup）となった。

### 2010年の戦績
| 順位 | 国       | 試合数 | 勝 | 分 | 敗 | 得点 | 失点 | 差  | BP | 勝点 |
| ---- | -------- | ------ | -- | -- | -- | ---- | ---- | --- | -- | ---- |
| 1    | サモア   | 3      | 2  | 0  | 1  | 78   | 63   | +15 | 1  | 9    |
| 2    | フィジー | 3      | 2  | 0  | 1  | 72   | 77   | -5  | 1  | 9    |
| 3    | 日本     | 3      | 2  | 0  | 1  | 65   | 68   | -3  | 0  | 8    |
| 4    | トンガ   | 3      | 0  | 0  | 3  | 84   | 91   | -7  | 4  | 4    |

| 節 | 日（現地時間） |          | スコア |        | 会場                           | 備考 |
| -- | -------------- | -------- | ------ | ------ | ------------------------------ | ---- |
| 1  | 2010年6月12日  | サモア   | 24-23  | トンガ | Apia Park（サモア）            |      |
| 1  | 2010年6月12日  | フィジー | 22-8   | 日本   | チャーチル・パーク（フィジー） |      |
| 2  | 2010年6月19日  | フィジー | 41-38  | トンガ | Apia Park（サモア）            |      |
| 2  | 2010年6月19日  | サモア   | 23-31  | 日本   | Apia Park（サモア）            |      |
| 3  | 2010年6月26日  | 日本     | 26-23  | トンガ | Apia Park（サモア）            |      |
| 3  | 2010年6月26日  | フィジー | 9-31   | サモア | Apia Park（サモア）            |      |

## 2011年大会
第6回大会：IRBパシフィックネーションズカップ2011（2011 IRB Pacific Nations Cup）
2011年7月2日～7月13日開催。
当初、全試合を東京で開催する予定だったが、3月に起きた東日本大震災のため、1試合だけ秩父宮ラグビー場で行い、他の試合はすべてフィジーで実施した。日本とトンガが勝ち点10で首位に並んだが、両チームの対戦では日本が勝利していたので、日本が大会初優勝となった。

### 2011年の戦績
| 順位 | 国       | 試合数 | 勝 | 分 | 敗 | 得点 | 失点 | 差  | BP | 勝点 |
| ---- | -------- | ------ | -- | -- | -- | ---- | ---- | --- | -- | ---- |
| 1    | 日本     | 3      | 2  | 0  | 1  | 67   | 74   | -7  | 2  | 10   |
| 2    | トンガ   | 3      | 2  | 0  | 1  | 101  | 68   | +33 | 2  | 10   |
| 3    | フィジー | 3      | 1  | 0  | 2  | 70   | 87   | -17 | 1  | 5    |
| 4    | サモア   | 3      | 1  | 0  | 2  | 71   | 80   | -9  | 1  | 5    |

| 節 | 日（現地時間） |        | スコア |          | 会場                           | 備考 |
| -- | -------------- | ------ | ------ | -------- | ------------------------------ | ---- |
| 1  | 2011年7月2日   | トンガ | 45-21  | フィジー | チャーチル・パーク（フィジー） |      |
| 1  | 2011年7月2日   | 日本   | 15-34  | サモア   | 秩父宮ラグビー場（日本）       |      |
| 2  | 2011年7月9日   | トンガ | 27-28  | 日本     | スバ国立競技場（フィジー）     |      |
| 2  | 2011年7月9日   | サモア | 18-36  | フィジー | スバ国立競技場（フィジー）     |      |
| 3  | 2011年7月13日  | トンガ | 29-19  | サモア   | チャーチル・パーク（フィジー） |      |
| 3  | 2011年7月13日  | 日本   | 24-13  | フィジー | チャーチル・パーク（フィジー） |      |

## 2012年大会
第7回大会：IRBパシフィックネーションズカップ2012（2012 IRB Pacific Nations Cup）
2012年6月5日～23日開催。6試合のうち5試合を日本で行った。

### 2012年の戦績
| 順位 | 国       | 試合数 | 勝 | 分 | 敗 | 得点 | 失点 | 差  | BP | 勝点 |
| ---- | -------- | ------ | -- | -- | -- | ---- | ---- | --- | -- | ---- |
| 1    | サモア   | 3      | 3  | 0  | 0  | 76   | 70   | +6  | 0  | 12   |
| 2    | フィジー | 3      | 2  | 0  | 1  | 80   | 65   | +15 | 2  | 10   |
| 3    | トンガ   | 3      | 1  | 0  | 2  | 59   | 69   | -10 | 1  | 5    |
| 4    | 日本     | 3      | 0  | 0  | 3  | 65   | 76   | -11 | 4  | 4    |

| 節 | 日（現地時間） |          | スコア |          | 会場                               | 備考 |
| -- | -------------- | -------- | ------ | -------- | ---------------------------------- | ---- |
| 1  | 2012年6月5日   | サモア   | 20-18  | トンガ   | 名古屋市瑞穂公園ラグビー場（日本） |      |
| 1  | 2012年6月5日   | フィジー | 25-19  | 日本     | 名古屋市瑞穂公園ラグビー場（日本） |      |
| 2  | 2012年6月10日  | フィジー | 26-29  | サモア   | 秩父宮ラグビー場（日本）           |      |
| 2  | 2012年6月10日  | 日本     | 20-24  | トンガ   | 秩父宮ラグビー場（日本）           |      |
| 3  | 2012年6月17日  | サモア   | 27-26  | 日本     | 秩父宮ラグビー場（日本）           |      |
| 3  | 2012年6月23日  | トンガ   | 24-13  | フィジー | チャーチル・パーク（フィジー）     |      |

## 2013年大会
第8回大会：IRBパシフィックネーションズカップ2013（2013 IRB Pacific Nations Cup）
2013年5月25日～6月23日開催。
前大会で優勝したサモアは、遠征（South African quadrangular tournament）で南アフリカ、スコットランド、イタリアと対戦し、不参加。2011年まででチャーチルカップ（イングランド・カナダ・アメリカを中心とした大会）が廃止されたため、カナダとアメリカが新たに加わった。1試合以外、北半球（カナダ・アメリカ・日本）で試合が開催された。

### 2013年の戦績
| 順位 | 国             | 試合数 | 勝 | 分 | 敗 | 得点 | 失点 | 差  | BP | 勝点 |
| ---- | -------------- | ------ | -- | -- | -- | ---- | ---- | --- | -- | ---- |
| 1    | フィジー       | 4      | 3  | 0  | 1  | 109  | 59   | +50 | 4  | 16   |
| 2    | カナダ         | 4      | 3  | 0  | 1  | 85   | 70   | +15 | 1  | 13   |
| 3    | トンガ         | 4      | 2  | 0  | 2  | 93   | 96   | -3  | 2  | 10   |
| 4    | 日本           | 4      | 2  | 0  | 2  | 79   | 82   | -3  | 1  | 9    |
| 5    | アメリカ合衆国 | 4      | 0  | 0  | 4  | 48   | 107  | -59 | 1  | 1    |

| 節 | 日（現地時間） |          | スコア |          | 会場                                  | 備考 |
| -- | -------------- | -------- | ------ | -------- | ------------------------------------- | ---- |
| 1  | 2013年5月25日  | 日本     | 17-27  | トンガ   | ニッパツ三ツ沢球技場（日本）          |      |
| 1  | 2013年5月25日  | カナダ   | 16-9   | アメリカ | Ellerslie Rugby Park（カナダ）        |      |
| 2  | 2013年6月1日   | フィジー | 22-8   | 日本     | チャーチル・パーク（フィジー）        |      |
| 3  | 2013年6月5日   | カナダ   | 20-18  | フィジー | Twin Elm Rugby Park（カナダ）         |      |
| 4  | 2013年6月8日   | カナダ   | 36-27  | トンガ   | Richardson Memorial Stadium（カナダ） |      |
| 5  | 2013年6月14日  | アメリカ | 9-18   | トンガ   | スタブハブ・センター（アメリカ）      |      |
| 6  | 2013年6月19日  | フィジー | 35-10  | アメリカ | 名古屋市瑞穂公園ラグビー場（日本）    |      |
| 6  | 2013年6月19日  | 日本     | 16-13  | カナダ   | 名古屋市瑞穂公園ラグビー場（日本）    |      |
| 7  | 2013年6月23日  | フィジー | 34-21  | トンガ   | 秩父宮ラグビー場（日本）              |      |
| 7  | 2013年6月23日  | 日本     | 38-20  | アメリカ | 秩父宮ラグビー場（日本）              |      |

## 2014年大会
第9回大会：IRBパシフィックネーションズカップ2014（2014 IRB Pacific Nations Cup）
対戦結果および詳細：「パシフィックネーションズカップ2014」を参照のこと。
2014年6月7日～21日開催。規模が縮小され、3チームずつに分かれたカンファレンスで2試合ずつ行い、優勝を競う。カンファレンス間の対戦は行われなかった。この大会期間（2014年6月）は、イタリアが遠征でフィジー・日本・サモアと対戦、スコットランドが遠征でカナダ・アメリカと対戦。トンガ以外の各国は、イタリアまたはスコットランドとの試合を大会期間中に組み込んだ。

## 2015年大会
第10回大会：ワールドラグビー パシフィックネーションズカップ2015（2015 World Rugby Pacific Nations Cup）
対戦結果および詳細：「パシフィックネーションズカップ2015」を参照のこと。
2015年7月18日～8月3日開催。2014年11月19日、IRB（International Rugby Board、国際ラグビー評議会）がWorld Rugby（略称WR、ワールドラグビー）に改称し、正式大会名も変更された。
プールA（サモア、日本、トンガ）、プールB（フィジー、アメリカ、カナダ）に分かれ、違うプールとの総当たり戦を行い（クロスプールマッチ。他プールの3か国と対戦）、勝ち点で総合順位を決定。総合順位の1位vs2位、3位vs4位、5位vs6位の順位決定戦で最終順位を決めたが、総合順位と同じ結果となった。

## 2016年大会
第11回大会：ワールドラグビー パシフィックネーションズカップ2016（2016 World Rugby Pacific Nations Cup）
対戦結果および詳細：「パシフィックネーションズカップ2016」を参照のこと。
2016年6月11日～25日開催。ラグビーワールドカップ2019「オセアニア地区予選」を兼ねた。今回と翌年の大会での総合上位2チームが、ワールドカップ出場権を得る。3位チームは、ワールドカップ予選敗者復活戦へ進む。このため、すでにワールドカップ出場権を持つ日本と、アメリカ地区予選をひかえたアメリカとカナダは参加していない。

## 2017年大会
第12回大会：ワールドラグビー パシフィックネーションズカップ2017（2017 World Rugby Pacific Nations Cup）
対戦結果および詳細：「パシフィックネーションズカップ2017」を参照のこと。
2017年7月1日～15日開催。ラグビーワールドカップ2019「オセアニア地区予選」を兼ねた。昨年の大会と今回での総合上位2チームがワールドカップ出場権を得ることになり、2節目でフィジー、3節目でトンガが決定した。3位サモアは、翌年のヨーロッパ・オセアニアプレーオフに進み、ワールドカップ出場権を得た。

## 2018年大会
第13回大会：ワールドラグビー パシフィックネーションズカップ2018（2018 World Rugby Pacific Nations Cup）
対戦結果および詳細：「パシフィックネーションズカップ2018」を参照のこと。
2018年6月9日～16日開催。総当たりではなく、各国2試合ずつ対戦。フィジー×トンガ戦、サモア×ジョージア戦は実施しなかった。ジョージアが遠征を兼ねて参加し、最終戦のあと 来日し日本代表と対戦した。

## 2019年大会
第14回大会：ワールドラグビー パシフィックネーションズカップ2019（2019 World Rugby Pacific Nations Cup）
対戦結果：「パシフィックネーションズカップ2019」を参照のこと。
2019年7月27日～8月10日開催。プールA（フィジー、トンガ、アメリカ）、プールB（サモア、日本、カナダ）に分かれ、プールA対プールBの総当たり戦を行い（クロスプール。他プール3か国と試合）、勝ち点で総合順位を決定した。

## 2022年大会
第15回大会：ワールドラグビー パシフィックネーションズカップ2022（2022 World Rugby Pacific Nations Cup）
対戦結果および詳細：「パシフィックネーションズカップ2022」を参照のこと。
2020年と2021年は新型コロナウイルス感染症の世界的流行のため開催せず。この大会は3年ぶりの開催となった。2022年7月2日～16日開催。対戦はすべてフィジーで行われた。

## 2023年大会
第16回大会：ワールドラグビー パシフィックネーションズカップ2023（2023 World Rugby Pacific Nations Cup）
対戦結果および詳細：パシフィックネーションズカップ2023」を参照のこと。
2023年7月22日～8月5日開催。日本代表の試合はすべて日本国内（ホーム）で行った。日本開催3試合は、国内向け冠スポンサーに大正製薬がつき、「リポビタンDチャレンジカップ2023 パシフィックネーションズシリーズ」ともいう。9月開催のワールドカップ2023で同じプールのサモア戦はその前哨戦だったが、日本は22-24で敗れた。

## 2024年大会
第17回大会：アサヒスーパードライ パシフィックネーションズカップ2024（Asahi Super Dry Pacific Nations Cup 2024） 
対戦結果および詳細：「パシフィックネーションズカップ2024」を参照のこと。 
2024年8月23日～9月21日開催。アメリカ合衆国とカナダが加わり、フィジー・サモア・トンガ・日本の計6か国の参加で、新しいフォーマットで開催。アサヒビール株式会社が冠スポンサーとなり、上記 大会名となった。大会オフィシャルビールは、アサヒスーパードライ。 
プールA（フィジー、サモア、トンガ）とプールB（日本、アメリカ、カナダ）に分かれ、それぞれ総当たり戦（各チームが1ホーム・1アウェーで計2試合）を行い、勝ち点によりプール内の順位を決める。ファイナルシリーズにおいて、各プール上位2チームによる決勝トーナメント、プール最下位チームによる5位決定戦を行い、最終順位が決まる。 
ファイナルシリーズは、日本とアメリカが隔年で開催地となり、2024年は日本開催（準決勝は東京（秩父宮ラグビー場）、3位決定戦と決勝は大阪（東大阪市花園ラグビー場））となる。日本は決勝戦でフィジーに17-41で大敗し、準優勝となった。 